# 邱仁宗
邱仁宗（1932年11月8月—），江苏苏州人，中国生命伦理学家。

## 生平
1952年，邱仁宗毕业于清华大学文学院。1953年至1968年，担任北京协和医学院哲学助教、讲师、教研室主任。1978年，调入中国社会科学院，曾任中国社会科学院哲学研究所副研究员、研究员，中国社会科学院研究生院副教授、教授，哲学研究所科学技术哲学研究室主任，哲学研究所学术委员会副主任，院学术委员会委员。1998年离休，任中国社会科学院应用伦理中心研究员，同时也是北京协和医学院生命伦理学研究中心学术委员会主任。2009年，获得联合国教科文组织颁发的阿维森纳伦理学奖，他是中国第一位获得该奖项的人。
邱仁宗是研究科学伦理和推动伦理问题公众传播的带头人。也是将安乐死和脑死亡等西方生命伦理学概念介绍到中国的第一人。

## 著作
邱仁宗的著作有：
- 《科学方法和科学动力学》
- 《医学思维及其方法》
- 《生命伦理学》
- 《病人的权利》
- 《艾滋病、性和伦理学》